# Briza parodiana
Briza parodiana är en gräsart som beskrevs av Roseng., B.R.Arrill. och Primavera Izaguirre de Artucio. Briza parodiana ingår i släktet darrgrässläktet, och familjen gräs.
Artens utbredningsområde är Uruguay. Inga underarter finns listade i Catalogue of Life.